# Згорнє Ярше
Згорнє Ярше (словен. Zgornje Jarše) — поселення в общині Домжале, Осреднєсловенський регіон, Словенія. 
Висота над рівнем моря: 319,1 м.